# Cúp Liên đoàn bóng đá Phần Lan 2013
 Cúp Liên đoàn bóng đá Phần Lan 2013 là mùa giải thứ 17 của Cúp Liên đoàn bóng đá Phần Lan, giải đấu cúp bóng đá danh giá thứ hai tại Phần Lan. TPS là đương kim vô địch, vừa đoạt cúp vô địch đầu tiên mùa trước.
Giải đấu cúp chia thành hai giai đoạn. Đầu tiên là vòng bảng với việc 12 đội bóng Veikkausliiga chia thành ba bảng. Hai đội xuất sắc nhất mỗi bảng và hai đội xếp thứ ba có thành tích tốt nhất bước vào vòng đấu loại trực tiếp – tứ kết, bán kết và chung kết.

## Vòng bảng
Mỗi đội thi đấu với các đội khác hai lượt, cả trên sân nhà và sân khách. Các trận đấu diễn ra từ 15 tháng Một đến 6 tháng 3 năm 2012.

### Bảng 1
| XH | Đội          | Tr | T | H | T | BT | BB | HS  | Đ  | Thành tích đối đầu |
| -- | ------------ | -- | - | - | - | -- | -- | --- | -- | ------------------ |
| 1  | TPS (A)      | 6  | 4 | 2 | 0 | 9  | 2  | +7  | 14 |                    |
| 2  | FC Lahti (A) | 6  | 2 | 3 | 1 | 4  | 3  | +1  | 9  |                    |
| 3  | JJK (A)      | 6  | 2 | 2 | 2 | 7  | 5  | +2  | 8  |                    |
| 4  | FC Inter     | 6  | 0 | 1 | 5 | 5  | 15 | −10 | 1  |                    |

| S.nhà ╲ S.khách | INT | LAH | JJK | TPS |
| FC Inter        |     | 0–1 | 2–3 | 1–1 |
| FC Lahti        | 2–1 |     | 0–0 | 0–1 |
| JJK             | 3–0 | 1–1 |     | 0–1 |
| TPS             | 5–1 | 0–0 | 1–0 |     |

### Bảng 2
| XH | Đội           | Tr | T | H | T | BT | BB | HS  | Đ  | Thành tích đối đầu |
| -- | ------------- | -- | - | - | - | -- | -- | --- | -- | ------------------ |
| 1  | HJK (A)       | 6  | 5 | 0 | 1 | 17 | 1  | +16 | 15 |                    |
| 2  | MYPA (A)      | 6  | 4 | 1 | 1 | 9  | 5  | +4  | 13 |                    |
| 3  | FC Honka      | 6  | 2 | 1 | 3 | 10 | 16 | −6  | 7  |                    |
| 4  | IFK Mariehamn | 6  | 0 | 0 | 6 | 5  | 19 | −14 | 0  |                    |

| S.nhà ╲ S.khách | HJK | HON | MAR | MYP |
| HJK             |     | 4–0 | 6–0 | 2–0 |
| FC Honka        | 0–1 |     | 4–3 | 2–2 |
| IFK Mariehamn   | 0–4 | 2–3 |     | 0–1 |
| MYPA            | 1–0 | 4–1 | 1–0 |     |

### Bảng 3
| XH | Đội         | Tr | T | H | T | BT | BB | HS | Đ  | Thành tích đối đầu      |
| -- | ----------- | -- | - | - | - | -- | -- | -- | -- | ----------------------- |
| 1  | RoPS (A)    | 6  | 3 | 1 | 2 | 8  | 6  | +2 | 10 | KPS 2–2 RPS RPS 1–0 KPS |
| 2  | KuPS (A)    | 6  | 3 | 1 | 2 | 14 | 6  | +8 | 10 | KPS 2–2 RPS RPS 1–0 KPS |
| 3  | FF Jaro (A) | 6  | 2 | 2 | 2 | 5  | 9  | −4 | 8  |                         |
| 4  | VPS         | 6  | 1 | 2 | 3 | 6  | 12 | −6 | 5  |                         |

| S.nhà ╲ S.khách | JAR | KPS | RPS | VPS |
| FF Jaro         |     | 1–0 | 1–3 | 1–1 |
| KuPS            | 4–0 |     | 2–2 | 4–1 |
| RoPS            | 0–1 | 1–0 |     | 1–2 |
| VPS             | 1–1 | 1–4 | 0–1 |     |

### Xếp hạng đội xếp thứ ba
| XH | Đội      | Tr | T | H | T | BT | BB | HS | Đ |
| -- | -------- | -- | - | - | - | -- | -- | -- | - |
| 1  | JJK      | 6  | 2 | 2 | 2 | 7  | 5  | +2 | 8 |
| 2  | FF Jaro  | 6  | 2 | 2 | 2 | 5  | 9  | −4 | 8 |
| 3  | FC Honka | 6  | 2 | 1 | 3 | 10 | 16 | −6 | 7 |

Cập nhật đến 6 tháng 3 năm 2013
Nguồn: veikkausliiga.com
Quy tắc xếp hạng: 1) points 2) goal difference 3) number of goals scored.
(VĐ) = Vô địch; (XH) = Xuống hạng; (LH) = Lên hạng; (O) = Thắng trận Play-off; (A) = Lọt vào vòng sau. 
Chỉ được áp dụng khi mùa giải chưa kết thúc: 
(Q) = Lọt vào vòng đấu cụ thể của giải đấu đã nêu; (TQ) = Giành vé dự giải đấu, nhưng chưa tới vòng đấu đã nêu.

## Vòng đấu loại trực tiếp

### Tứ kết
| MYPA              | 1 – 1 | KuPS       |
| ----------------- | ----- | ---------- |
| Okafor 39'        |       | Colley 36' |
| Loạt sút luân lưu |       |            |
|                   | 3 – 4 |            |

| HJK               | 0 – 0 | JJK |
| ----------------- | ----- | --- |
|                   |       |     |
| Loạt sút luân lưu |       |     |
|                   | 5 – 6 |     |

| TPS               | 1 – 1 | FF Jaro    |
| ----------------- | ----- | ---------- |
| Lehtonen 48'      |       | Skrabb 60' |
| Loạt sút luân lưu |       |            |
|                   | 4 – 3 |            |

| RoPS | 0 – 1 | FC Lahti         |
| ---- | ----- | ---------------- |
|      |       | Kari 35' (ph.đ.) |

### Bán kết
| FC Lahti                                     | 3 – 0 | KuPS |
| -------------------------------------------- | ----- | ---- |
| Kemppinen 22' · Hertsi 53' · Vini Dantas 61' |       |      |

| TPS               | 0 – 0 | JJK |
| ----------------- | ----- | --- |
|                   |       |     |
| Loạt sút luân lưu |       |     |
|                   | 4 – 5 |     |

### Chung kết
| FC Lahti                       | 2 – 1 | JJK       |
| ------------------------------ | ----- | --------- |
| Länsitalo 78' · Joenmäki 90+2' |       | Ahola 17' |